# Ellery Clark
Ellery Harding Clark (13. března 1874 West Roxbury, Massachusetts – 17. února nebo 27. července 1949 Hingham, Massachusetts) byl americký atlet, první vítěz ve skoku vysokém a skoku dalekém na moderních olympijských hrách v roce 1896 v Aténách. Jediný závodník, který dokázal vyhrát obě tyto soutěže na jedné olympiádě.

## Sportovní kariéra

### Letní olympijské hry 1896
Na rozdíl od jiného studenta z Harvardu, Jamese Connollyho, byl uvolněn na hry kvůli jeho prvotřídní výkonnosti. Byl jedním ze špičkových všestranných atletů v období od roku 1893 do roku 1912.
Při skoku dalekém používal svůj klobouk k tomu, aby si označil místo odrazu. Dvakrát mu rozhodčí (korunní princ Konstantin I. Řecký) odstranil klobouk s tím, že to je praxe profesionálů. Jen ve třetím pokusu (a bez klobouku) dosáhl platného skoku, který byl zároveň dostatečně dlouhý na to, aby za něho získal zlatou medaili. Jeho vítězný skok měřil 6,35 metru. Později vyhrál též skok vysoký, a to výkonem 1,81 metru. Jeho největší konkurenti, Američané James Connolly a Robert Garrett skončili oba shodně na výšce 1,65 metru. Clark se zúčastnil ještě závodu ve vrhu koulí, kde se však neprosadil na stupně vítězů.

### Letní olympijské hry 1904
Soutěžil také v roce 1904 na olympiádě v Saint Louis v závodě všestrannosti. Musel však kvůli bronchitidě ukončit soutěž již po pěti disciplínách. Přesto byl klasifikován jako šestý v pořadí se ziskem 2078 bodů.
Nikdy vyhrál národní mistrovství ve skoku do výšky či do dálky, ale byl v letech 1897 a 1903 AAU šampiónem ve všestrannosti, což byly závody podobné desetiboji. V roce 1897 vyhrál americký šampionát ve všestrannosti výkony, které by v roce 1896 na hrách stačily na vítězství ve skoku vysokém, skoku dalekém, vrhu koulí a nejspíše by zvítězil i ve sprintu na 100 m a v běhu na 100 m překážek. Jako chodec soutěžil ještě v 56 letech.
Jeho profesionální život byl stejně rozmanitý. Vynikal jako spisovatel, právník, dráhový trenér, učitel a byl též městským radním v Bostonu. Napsal 19 knih, podle jedné z nich byl v roce 1952 natočen film Karibské moře. V roce 1991 byl uvedený do Dvorany slávy USATF.